# Петър Кънев
Петър Георгиев Кънев е български инженер и политик от БСП. Народен представител от коалиция „БСП за България“ в XL, XLII, XLIII, XLIV, XLV, XLVII и XLVIII народно събрание. Председател на Съюза на печатарската индустрия в България. Управител на полиграфична група „Демакс“ и на „Инфо радио“. Заместник-председател на КРИБ. Вицепрезидент на волейболната федерация. В периода 2010-2011 г. е бил съветник на президента Георги Първанов по въпросите свързани с Организацията за черноморско икономическо сътрудничество.

## Биография
Петър Кънев е роден на 18 декември 1953 г. в село Миладиновци (Ямболско), Народна република България. Завършва Математическата гимназия в Ямбол, а след това отбива военната си служба в спортната рота на ЦСКА. В онези години Кънев играе волейбол, но решава, че е по-добре да заложи на образованието си и прекратява спортната си кариера. По-късно завършва Московския полиграфичен институт, след което се завръща в Ямбол и поема управлението на местната печатница. Става ръководител на програмата „Странджа Сакар“ за област Бургас.